# Kwasi Kwarteng
Kwasi Kwarteng (Londen, 26 mei 1975), geboren Akwasi Addo Alfred Kwarteng, is een Brits politicus voor de Conservatieve Partij. Hij was van 2010 tot 2024 lid van het Lagerhuis voor het kiesdistrict Spelthorne. Kwarteng bekleedde vanaf 2018 diverse functies in de regeringen van Theresa May en Boris Johnson. Hij was van 6 september tot 14 oktober 2022 minister van Financiën (Chancellor of the Exchequer) in het kabinet van Liz Truss.

## Biografie
Kwarteng werd in 1975 geboren in de Londense wijk Waltham Forest. Zijn ouders waren als studenten vanuit Ghana naar Engeland gekomen. Zijn moeder was advocaat en zijn vader werkte als econoom voor het secretariaat van het Gemenebest. Kwarteng kreeg een beurs voor de elite-kostschool Eton en studeerde geschiedenis en klassieke talen en cultuur aan Trinity College in Cambridge. Na een kort verblijf aan de Harvard-universiteit in de Verenigde Staten promoveerde hij in Cambridge op een proefschrift over een crisis betreffende zilvervaluta in het Engeland van de 17e eeuw. Daarna werkte hij als analist in de financiële sector, onder andere bij JPMorgan Chase. Hij was vanaf 1997 enige tijd actief als columnist voor The Daily Telegraph.

## Politieke loopbaan
In 2005 deed Kwarteng een eerste poging om in het Lagerhuis te komen; hij werd echter niet gekozen in het kiesdistrict Brent East. In 2006 werd hij door The Times genoemd als een talent binnen de Conservatieve Partij en een mogelijk toekomstige minister. Een poging om  in 2008 een zetel in de London Assembly te bemachtigen was niet succesvol.
Bij de Lagerhuisverkiezingen van 2010 werd hij verkozen in het kiesdistrict Spelthorne in Surrey. In november 2018 werd Kwarteng benoemd tot staatssecretaris bij het ministerie voor het verlaten van de Europese Unie in het tweede kabinet van Theresa May. Onder haar opvolger Boris Johnson werd hij in juli 2019 staatssecretaris voor bedrijfsleven, energie en schone groei in het kabinet-Johnson I. In januari 2021 werd hij in de tweede regering Johnson gepromoveerd tot minister van Economische Zaken (Business Secretary). Kwarteng steunde na het aftreden van Johnson in juli 2022 de campagne van Liz Truss om conservatief leider te worden.
Truss benoemde Kwarteng in september 2022 tot minister van Financiën (Chancellor of the Exchequer) in haar kabinet. Op 23 september 2022 presenteerde hij in het Lagerhuis een pakket van maatregelen om economisch herstel te stimuleren. Het bestond onder meer uit belastingverlagingen, schrappen van een voorgestelde verhoging van de sociale lasten en verlaging van de overdrachtsbelasting voor woningen. Critici gaven aan dat het pakket vooral gunstig was voor de hogere inkomensgroepen en dat de overheid op grote schaal geld zou moeten lenen om de begroting sluitend te krijgen.
De reactie was ongekend hevig. Na de bekendmaking van dit plan daalden het Britse pond en kortlopende staatsobligaties scherp in waarde. Het Internationaal Monetair Fonds was zeer kritisch en raadde de regering aan de plannen in te trekken. De Bank of England moest na enkele dagen op grote schaal staatsobligaties opkopen om te voorkomen dat pensioenfondsen zouden omvallen. Op 3 oktober trok Kwarteng het voorstel tot belastingverlaging in. Toch was op 11 oktober een tweede interventie van de nationale bank noodzakelijk. Op 14 oktober 2022 werd hij na 38 dagen ministerschap door Truss ontslagen.
Kwarteng bleef als backbencher lid van het Lagerhuis. In februari 2024 kondigde hij aan niet herkiesbaar te zijn bij de volgende algemene verkiezingen. Zijn lidmaatschap van het Lagerhuis eindigde op 30 mei 2024, toen het parlement ontbonden werd in de aanloop naar de algemene verkiezingen van 4 juli.

## Politieke standpunten
In 2011 en 2012 ontvouwde Kwasi Kwarteng met vier andere jonge Conservatieve parlementsleden, onder wie Liz Truss, hun visie op de toekomst van hun partij en van het Verenigd Koninkrijk in twee pamflettistische boeken: After the Coalition en Britannia Unchained. In het eerste boek werd ervoor gepleit dat de Conservatieve Partij geen coalities meer zou aangaan, maar zou gebruikmaken van het potentieel aan jonge politici dat de laatste jaren was opgekomen. Met dit nieuwe elan kon de partij weer haar eigen waarden uitdragen en de weg wijzen naar de toekomst. Het tweede boek richtte zich op het Verenigd Koninkrijk als geheel. Naar hun mening stond het land op een kruispunt. De economie, het onderwijssysteem, de sociale flexibiliteit vroegen om nieuwe regels voor de 21e eeuw. Het alternatief was wegzakken in middelmatigheid. In hun boek gaven de auteurs voorbeelden van landen die volgens hen wel succes hadden, waarvan het VK zou kunnen leren.
Kwarteng wordt gerekend tot de rechtervleugel van de Conservatieve Partij. Hij was een overtuigd voorstander van Brexit, het Britse vertrek uit de Europese Unie. Hij gelooft vast in een vrije-markteconomie; hij kwam enkele keren in conflict met ministers van Financiën van zijn eigen partij als George Osborne en Rishi Sunak wanneer hun beleid naar zijn mening te veel ingreep in de markt. Kwarteng wordt echter niet gezien als een dogmatisch Thatcherist en staat erom bekend dat hij graag algemeen aanvaarde (politieke en economische) ideeën ter discussie stelt.

## Publicaties
- Ghosts of empire: Britain's legacies in the modern world. 2011. ISBN 978-1-4088-2290-6
- Gridlock nation: why Britain's transport systems are heading towards gridlock and what we can do to stop it. 2011. ISBN 978-1-84954-112-1. Met Jonathan Dupont
- Britannia Unchained: Global Lessons for Growth and Prosperity. 2012. Met Priti Patel, Dominic Raab, Chris Skidmore en Liz Truss
- War and gold: a five-hundred-year history of empires, adventures and debt. 2015. ISBN 978-1-4088-4817-3
- Thatcher's trial: six months that defined a leader. 2015. ISBN 978-1-4088-5917-9

## Externe bronnen
- Website Kwasi Kwarteng
- Profiel Kwasi Kwarteng op website Lagerhuis